# ظنهور
ظُنْهُور (الاسم العلمي Pleurodeles) جنس حيوانات زحافة قازبة من السرقوتيات وفصيلة السمندليات. أنواعه المعروفة قليلة العدد أعطانها بعض مناطق أفريقيا الشمالية أخصها المغرب. أجسامها مستطيلة الشكل، تطول من 20 إلى 23 سم. رؤوسها مفلطحة، شبه مقطوعة الاخطام. ظهورها مسننه الحتار الثبجي القليل النشوز. اذنابها مستطيلة رفيعة، مسننة الحتار العلوي. أثوابها مزركشة ومنسجة ومدبجة. تألف المناقع والقدران والاهوار. قوتها الديدان والبلاعيط والهوام التي تطفو على وجه الماء.